# 垃圾桶模式

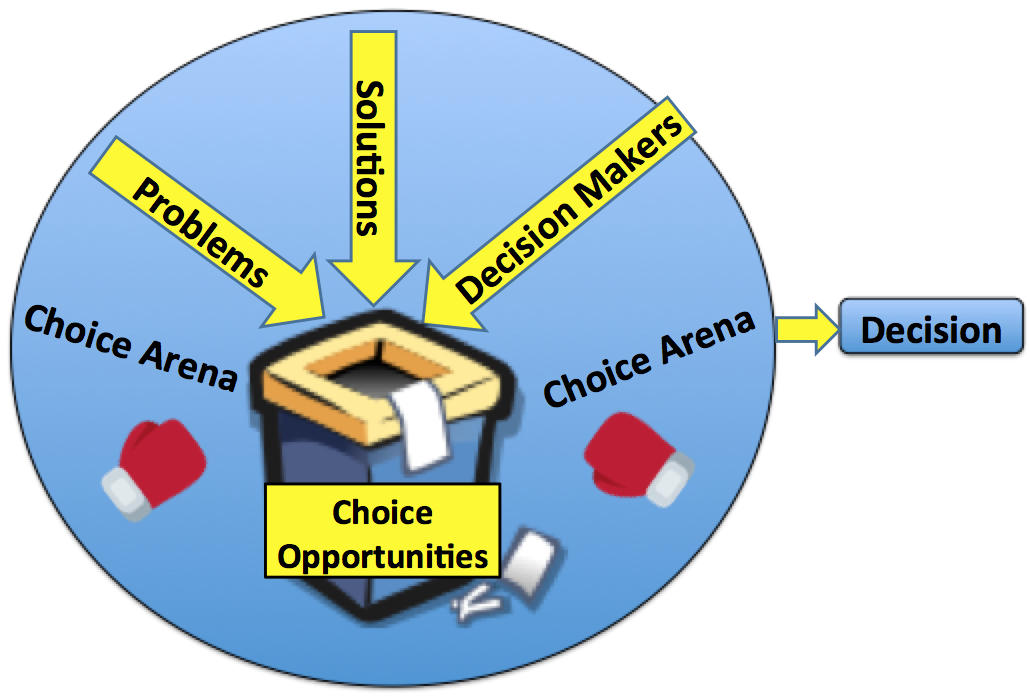
垃圾桶模型的概念图

垃圾桶模式（英語：Garbage can model, Garbage can process, or Garbage can theory），又稱垃圾桶模型、垃圾桶決策模式等。不同於理性選擇模式，垃圾桶模式認為組織的決策實際上處於无政府的混乱之中。
 

1972年，科恩、詹姆斯·馬奇和奧爾森的《組織選擇的垃圾桶模式》（A Garbage Can Model of Organizational Choice）中提出該理論。 

## 组织的无政府状态
组织的无政府状态，是组织或决策，具有數項特征：目標模糊、手段或方法的不確定和流动性参与。

### 目標模糊
目標模糊（problematic preferences），是指組織的整體目標特徵缺乏明確性，對於各種政策目標的優先順序也不清晰。這意味著組織對於不同目標的優先順序是可以彈性調整的，而非固定不變的。組織規模逐漸擴大，複雜性也隨之增加，組織同時會追求許多不同的目標，而目標也可以進一步細分為多個子目標。然而，在具體釐清這些目標時，目標之間總存在矛盾或不一致。因此，垃圾桶模式的組織目標通常都是模糊的，優先順序也是處於變動，並非一成不變的。

### 手段或方法的不確定
手段或方法的不確定（unclear technology），是指組織成員亦不清楚達到目標的方法。組織成員通常只知道其職責範圍內的業務，對整個組織的運作只有膚淺的了解。成員必須通過試錯和經驗學習來探索和解決問題，甚至在面臨危機時也需要摸索出解決辦法。垃圾桶模式的組織常是鬆散結構，行動先於思考，而非照著一定步驟達成目標。組織中，常常先決定要做什麼，而不是思考為什麼要做，以及達成何種目標。

### 流动性参与
流动性参与（fluid participation），是指組織成員的參與也在不斷變化。組織成員的參與，在不同領域投入的時間和精力各不相同。參與度也會因時間而異。因此，組織的界限呈現不確定和變化。任何類型的決策的決策者與服務對象也會突然和不可預測地改變。

## 垃圾桶模式的四種流

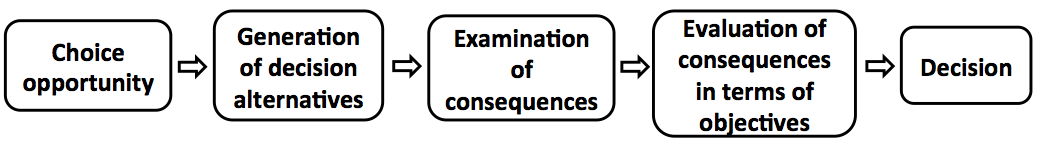
傳統的理性選擇模型認為決策基於羅列選項、執行與評估成果等流程。

垃圾桶模式認為組織決策實際取決於組織內部四種流的互動與消長。

問題流、解決方案流和參與人員匯流至第四項決策機會流中，根據機會、時機和出席者的碰巧地混合。

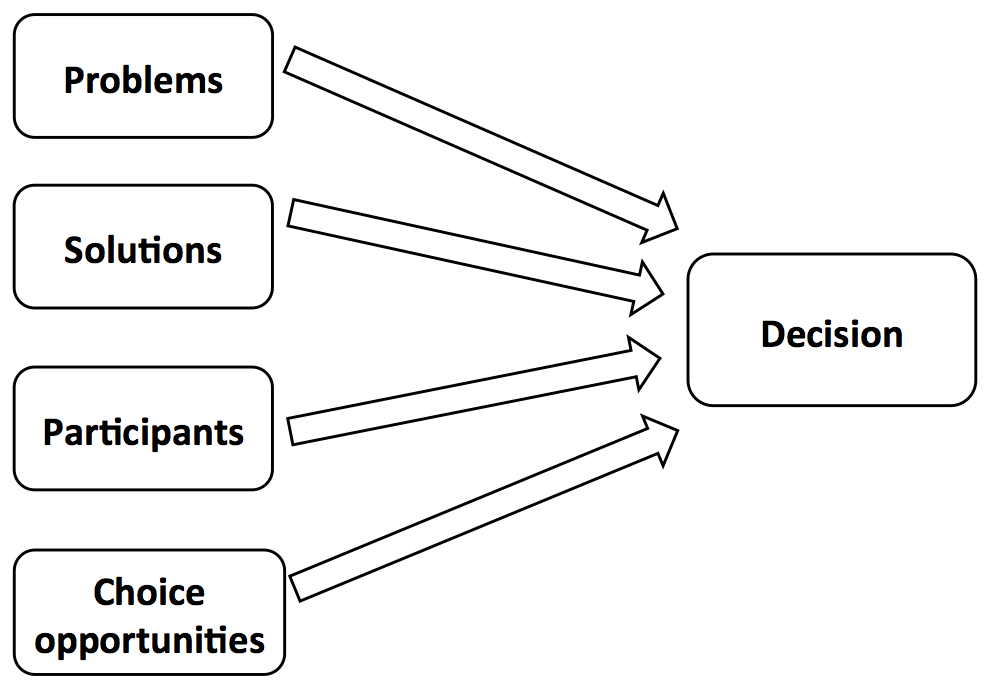
垃圾桶模式中，決策是數個流導致的結果

### 問題
問題流，來自組織內外的人員，以及許多佔用注意力的不同因素，例如，家庭、職業、地位和金錢的分配，甚至包括媒體上的時事。這些問題不一定是真實，或者重要，但決策者們總是如此認為。

### 解決方案
解決方案流，是個人或集體的產物。例如，想法、法案、計畫和操作程序。這些解決方案中沒有一個需要與現有的問題相關。相反，參與人員使用已產生的解決方案積極尋找其能派上用場的問題。

### 參與人員
參與者僅在有時間時參與決策。他們積極參與決策過程，並隨時離開。對不同的解決方案，參與人員也有不同的偏好。

### 決策機會
決策機會，使組織有機會做出決策。這些機會定期出現，使組織做出確定選擇的時刻。例如，簽署合同、招聘和解僱員工、花錢和分配任務。